# Enicospilus claggi
Enicospilus claggi là một loài tò vò trong họ Ichneumonidae.